# Воробьёва, Матрёна Семёновна
Матрёна Семёновна Воробьёва (? — ?) — московская драматическая актриса
.
Об её детстве и отрочестве информации практически не сохранилось, да и прочие биографические сведения о ней очень скудны и отрывочны; известно лишь, что способности её проявились первоначально в городе Рязани, на сцене театра Приклонского, а дальнейшую обработку получили благодаря наставлениям и указаниям Ивана Афанасьевича Дмитревского.
Дебютировала в Москве 9 января 1799 года и достигла большой славы, заступив на место Марии Степановны Синявской.
Литераторы, критики и публика отдавали должное её таланту, и сама знаменитая Жорж отозвалась о ней, что она «создана для Коцебу».